# Jan Ozga
Jan Ozga (ur. 17 kwietnia 1956 w Woli Raniżowskiej) – polski duchowny katolicki, biskup, misjonarz w Kamerunie.

## Życiorys
Urodził się 17 kwietnia 1956 roku w Woli Raniżowskiej. W latach 1963–1971 uczęszczał do Szkoły Podstawowej w Woli Raniżowskiej. W latach 1971–1975 kształcił się w Liceum Ogólnokształcącym w Sokołowie Małopolskim. Wstąpił do Wyższego Seminarium Duchownego w Przemyślu. 7 czerwca 1981 roku otrzymał święcenia kapłańskie w Przemyślu.
W latach 1981–1985 był wikariuszem w parafii Najświętszego Serca Pana Jezusa w Rzeszowie na Drabiniance. Następnie w latach 1985–1987 był wikariuszem w farze w Łańcucie.
Od września 1987 roku przebywał w Centrum Formacji Misyjnej w Warszawie i tam przygotowywał się do wyjazdu na misje do Kamerunu w Afryce. 4 października 1988 roku jako misjonarz wyjechał do Kamerunu, gdzie przez kilka lat był proboszczem liczącej 47 kościołów parafii pw. Wniebowzięcia Najświętszej Maryi Panny w Nguélémendouka.
21 listopada 1991 roku otrzymał nominację na wikariusza generalnego diecezji Doumé–Abong Mbang, a 24 stycznia 1997 roku został mianowany ordynariuszem diecezji. Konsekrowany na biskupa 20 kwietnia 1997 roku przez kardynała Christiana Wiyghana Tumi, arcybiskupa Duali, w obecności 20 biskupów.

## Odznaczenia
W lipcu 2011 roku ks. bp Jan Ozga otrzymał od prezydenta Paula Biye Order Zasług dla Kamerunu, który jest jednym z najwyższych odznaczeń w kraju. Przyznawany jest w dowód wdzięczności za zasługi dla narodu kamuńskiego w dziedzinie ewangelizacji oraz wszechstronnego rozwoju kraju.
W 2025 został odznaczony Krzyżem Komandorskim Orderu Odrodzenia Polski.